# Ґрабувко (Куявсько-Поморське воєводство)
Ґрабувко (пол. Grabówko) — село в Польщі, у гміні Прущ Свецького повіту Куявсько-Поморського воєводства.
Населення — 126 осіб (2011).
У 1975-1998 роках село належало до Бидгощського воєводства.

## Демографія
Демографічна структура станом на 31 березня 2011 року:
|          | Загалом | Допрацездатний вік | Працездатний вік | Постпрацездатний вік |
| -------- | ------- | ------------------ | ---------------- | -------------------- |
| Чоловіки | 68      | 17                 | 42               | 9                    |
| Жінки    | 58      | 10                 | 32               | 16                   |
| Разом    | 126     | 27                 | 74               | 25                   |